# 小行星7685
小行星7685（英語：7685）是一颗围绕太阳公转的小行星。1997年3月1日，上田清二、金田宏在钏路市发现了此天体。
这颗小行星的绝对星等为357.00570等。